# Channa panaw
Channa panaw är en fiskart som beskrevs av Musikasinthorn, 1998. Channa panaw ingår i släktet Channa och familjen Channidae. IUCN kategoriserar arten globalt som livskraftig. Inga underarter finns listade i Catalogue of Life.